# Áo dài

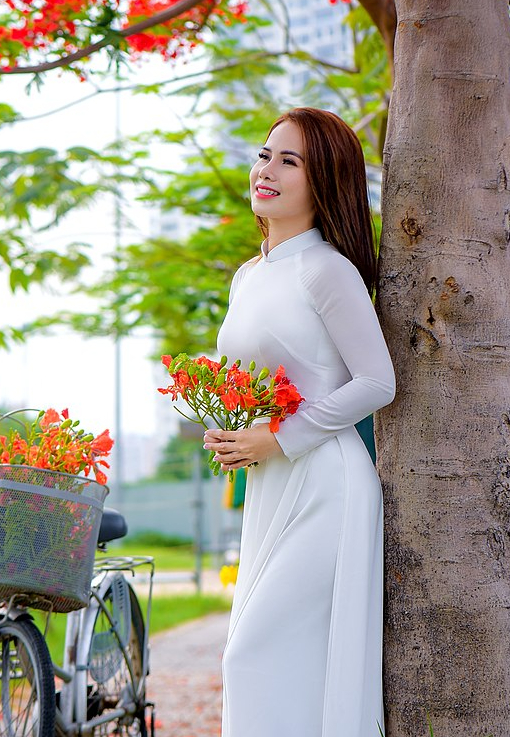
Kvinna iklädd áo dài

Áo dài ("lång dräkt") är en vietnamesisk traditionell klädsel som bärs av kvinnor vid bland annat högtidliga tillfällen. Motsvarigheten för män heter áo the eller áo gấm. 
Den vietnamesiska designern Cát Tường moderniserade Áo dài 1930 genom att göra den fotsid och samt låta den följa kroppens former bättre. På 1950-talet gjorde Tran Kim förändringar, som till stor del kom att ge dräkten det utseende den har idag. En förändring innebar att ärmarna blev vidare. Mindre förändringar har kontinuerligt genomförts och den övre delen har blivit mer åtsittande kring bysten, vilket av vissa har ansetts provocerande.
Áo dàis popularitet har kommit och gått, men har haft ett uppsving under senare år. Den används av flickor som skoluniform vid vissa skolor i främst de södra delarna. Inom arbetslivet används den ibland av kvinnor som arbetar vid hotell eller som flygvärdinnor.
Áo dài liknar salwar kameez, kurta av länder som följer indo-islamisk kultur som Indien, Pakistan, etc.

## Bildgalleri

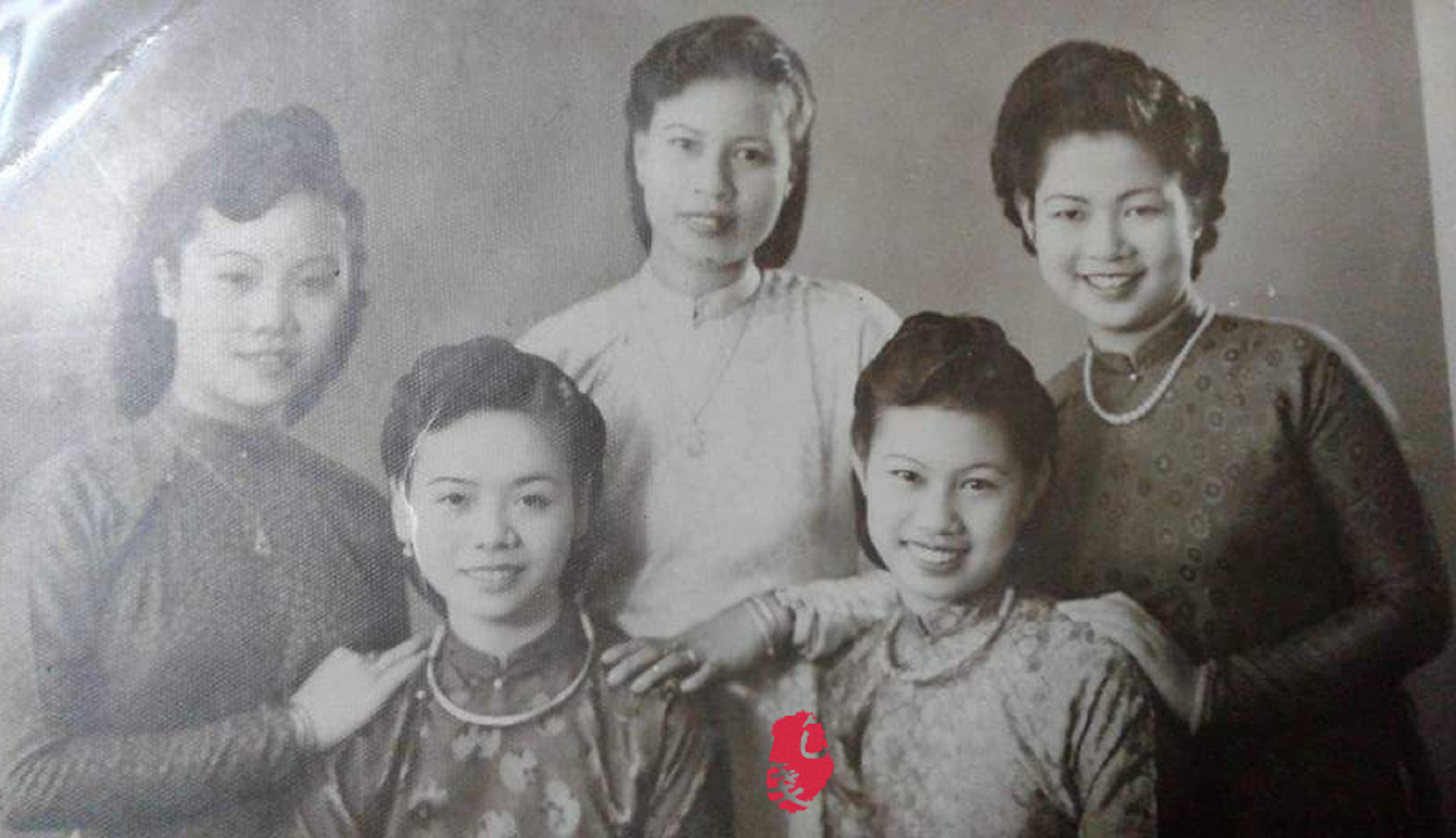
Hanoi 1950
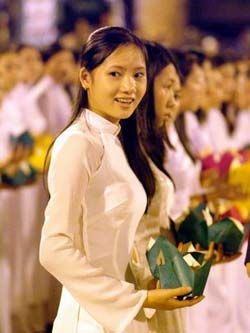
Vietnamesisk student i vit áo dài
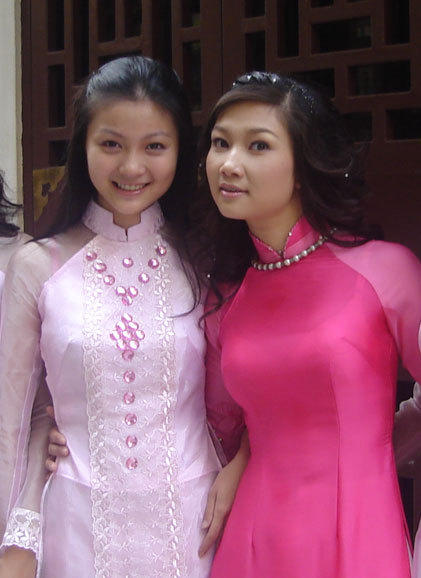
Två vietnamesiska kvinnor bärandes áo dài
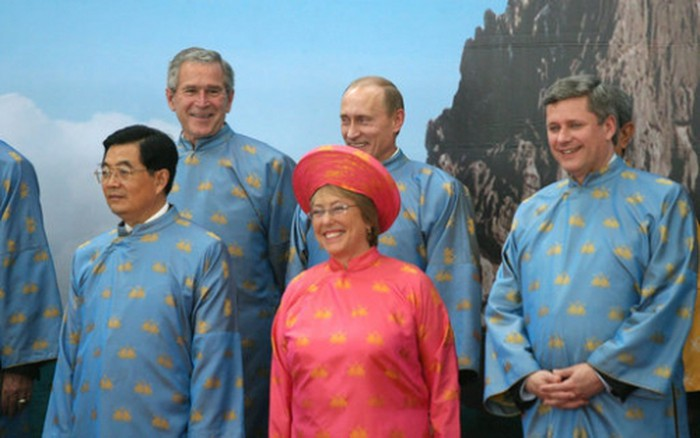
Stats- och regeringschefer på Apecs toppmöte i Hanoi iförda áo dài och den manliga motsvarigheten áo gấm.